# Pemberton (Australien)
Pemberton ist eine Stadt mit etwa 750 Einwohnern im Südwesten von Western Australia. Die kleine Stadt liegt 351 Kilometer südlich von Perth am Vasse Highway. Der Ort ist nach Pemberton Walcott, einem Siedler Pembertons benannt, und die Ortschaft ist vor allem wegen ihrer hohen Hartholzbäume bekannt.
Die Region um Pemberton wurde von Bibbulmum, einem Stamm der Aborigines, besiedelt und von den europäischen Siedlern ab dem Jahre 1880. Als sich die Holzindustrie im Ort ab 1912 entwickelte, wuchs die Stadt an, wie auch des Weiteren, als es kostenlos Land ab dem Jahr 1920 gab. Mit der Holzindustrie, aber auch mit dem Gemüse- und Blumenanbau, entwickelte sich der Ort, der sich ab 1980 gegenüber dem Tourismus öffnete. So gibt es Übernachtungsmöglichkeiten, Restaurants, Kunsthandwerksläden und Winzer. Ab 1979 wurde auf dem Farmland begonnen, Wein anzubauen. Begehrt ist vor allem der dortige Chardonnay.
In der Nähe des Ortes im Gloucester-Nationalpark wachsen Karribäume (Eucalyptus diversicolor). Die drei größten Bäume um Pemberton sind der Gloucester Tree, der Diamond Tree und der Dave Evans Bicentennial Tree. Der höchste Baum Australiens erreicht eine Höhe von 71 Metern. Die drei Bäume können auf als Stufen in den Baum eingelassenen Metallstäben erklommen werden. Sie haben Aussichts-Plattformen auf etwa 60 Meter Höhe, die früher der Feuerbeobachtung dienten. Die Holzindustrie als Erwerbsquelle dieser Region ging zurück, da die australische Regierung das Abholzen der Hartholzbäume untersagte. Es gab dagegen zahlreiche Proteste, die Holzmühlen orientierten sich anschließend auf andere Baumsorten um.

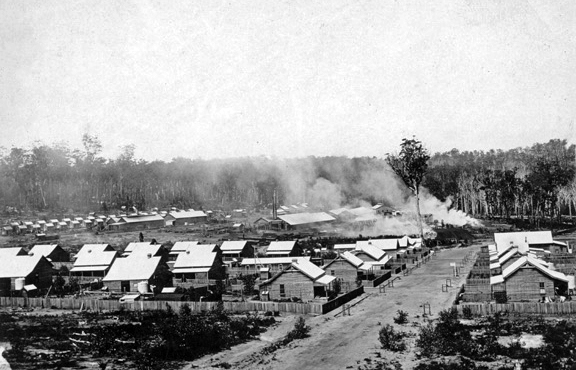
Pemberton um 1919

Für die Touristen, die in den Ort kommen, gibt es die Pemberton-Tramway, die eine Bahnfahrt durch die Wälder anbietet, und den Bibbulmun-Wanderweg. Es werden Flussfahrten, Kanuverleih und Touren mit Allrad-Fahrzeugen angeboten. In unmittelbarer Nähe des Ortes liegen fünf weitere Nationalparks (wie z. B. Warren-Nationalpark, Beedelup-Nationalpark), die besucht werden können. Seit 2008 finden in diesem Ort jährlich im Januar Weinfeste statt.